# 亚当·勒·冯德尔
格伦维尔·亚当·詹姆斯·勒·冯德尔（英語：Glenville Adam James le Fondre，1986年12月2日—），通常稱為亚当·勒·冯德尔（Adam le Fondre），是一名英格蘭職業足球員，司職前鋒，現時效力澳職球會FC悉尼。之前曾效力家鄉球會史托港、羅奇代爾、洛達咸和雷丁。
他的暱稱「阿爾夫」（Alf）是其姓名的英文缩写。

## 生平

### 早期
拿·方祖在英格蘭大曼徹斯特郡的斯托克波特出生，是曼聯球迷。他於7歲時曾參加曼聯9歲以下兒童隊集訓六個星期及參加一些預賽並曾試過連中三元，但最終被曼聯放棄，他被告知有人認為他懶散所以被放棄，令他傷心一段日子。

### 球會
史托港
期後參加在家鄉球會史托港，通過史托港優材青訓系統（Centre of Excellence youth system）開展他的足球事業，於2004年首次披甲代表一隊上陣出戰貝利，即取得入球協助球隊以3-1獲勝。
羅奇代爾

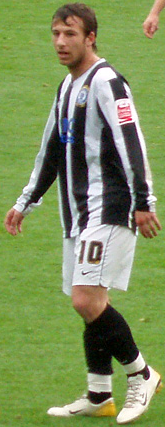
2007年的拿·方祖

拿·方祖於2007年1月以借用身份加盟羅奇代爾，首次上陣對米爾頓凱恩斯便梅開二度以5-0大勝對手。同季較早前拿·方祖曾代表史托港在5-2擊敗域斯咸時轟進4球。由於在借用期的出色表現，領隊基夫·希爾（Keith Hill）於球季結束後要求正式收購拿·方祖，兩會於2007年7月2日達成轉會協議，轉會費金額沒有透露，而拿·方祖於翌日與羅奇代爾簽署三年合約。新球季拿·方祖出席球隊的每一場賽事，是隊中的首席射手，協助羅奇代爾以聯賽第五位取得升班附加賽的參賽資格，於準決賽淘汰達寧頓，晉級溫布萊決賽卻以2-3負於母會史托港。
翌季拿·方祖繼續表現出色，以21球連續兩年成為隊中神射手，並獲得多個年終最佳球員獎項，更協助羅奇代爾以聯賽第六位參加升班附加賽，但在準決賽兩回合累計1-2不敵基寧咸。
洛達咸
雷丁
2011年8月27日，方祖加盟當時位於英冠球會雷丁，轉會費金額相信達35萬英鎊另會視乎表現加增加金額，合約為期三年。2011年9月17日，方祖於英冠主場對比賽中接應隊友祖瑟夫·米斯之傳球頂成最後紀錄 2:0 之入球是其為雷丁取得首個入球。 其為雷丁貢獻的第二個入球是於英冠作客布里斯托尔城的比賽中為雷丁板成 2:2 平手，最終更以 3:2 勝出。 2011年10月18日，方祖首次為雷丁於一場比賽中入兩球。賽事為英冠主場對打比郡，方祖兩次為雷丁追成平手，最終結果為 2:2 。 方祖下次入球是在2012年11月29日於英冠主場對彼德堡比賽中以後備身份射成 2:1 領先，最終 3:2 勝出。 2012年1月14日，方祖於英冠客場對屈福特之比賽中於83分鐘以後備身份入場，兩分後射入決定性入球令雷丁 2:1 勝出並終止其對上連續7場沒有入球紀錄。2012年3月3日, 方祖於英冠客場對米禾爾之比賽中以後備身份射入決定性入球令雷丁 2:1 勝出並保持聯賽六連勝。 2012年4月6日, 方祖於英冠雷丁主場對列斯聯比賽中在下半場69分鐘以後備身份入場，並於84及90分鐘連入兩球令雷丁 2:0 勝出及進佔英冠榜首位置。2012年4月13日, 方祖於英冠客場對修咸頓之比賽中以後備身份射入最後兩球令雷丁3:1勝出，使雷丁肯定得到直接升上英超資格。2012年4月21日,方祖於英冠雷丁主場對水晶宫比賽中在下半場開始時以後備身份入場，並為雷丁射成領先 2:1，雖然最終紀錄為 2:2， 但雷丁已取得足夠分數以2011/12年度英冠冠軍身份重返英超。
2012年8月18日, 方祖於其首場英超比賽雷丁對史篤城中於90分鐘射入打成1:1平手之十二碼球也是其英超首個入球。方祖於2013年1月份雷丁4場英超比賽中全以後備身份出場但取得5個入球，令他成為2013年1月份英超每月最佳球員。

## 私人生活
拿·方祖的外祖父是法國人。他的偶像是簡東拿和蘇斯克查。

## 榮譽
雷丁
- 英格蘭足球冠軍聯賽冠軍：2011/12年；

個人
- 英乙PFA年度最佳陣容：2009/10年；
- 英超每月最佳球員 (1): 2013年1月；

## 外部連結
- 足球数据库：亚当·勒·冯德尔的球员统计数据